# Большой Куньяк
Большой Куньяк — река в России, протекает по Тюменской области. Устье реки находится в 303 км от устья реки Демьянка по левому берегу. Длина реки составляет 170 км.
Высота истока — 102 м над уровнем моря. Площадь водосборного бассейна — 1860 км².

## Описание
Бассейн реки целиком, на всём протяжении, находится в зоне тайги (подзоне южной тайги). Лесистость данного подрайона колеблется от 40 до 70 %. Рельеф окружающей местности представляет собой плоские сильнозаболоченные, многоозёрные низменности. Болота занимают от 30 до 60 % площади водосборов. В непосредственной близости от реки, в небольшом количестве, имеются озёра старичного происхождения. Наряду с озёрами имеют место множество постоянных и временных водотоков, большей частью берущих начало в болотах. Густота речной сети составляет 0,39 км/км².
Долина реки имеет трапецеидальную форму. Ширина долины до 250 метров. Склоны долины реки относительно крутые, местами обрывистые, имеют разнообразную таёжную растительность. Древесная растительность представлена смешанными лесами, хвойными породами деревьев: кедр, сосна, ель, пихта; лиственными породами: осина, берёза, ива. Из кустарников преобладает тальник.
Русло реки неразветвлённое, сильно извилистое. Дно русла илисто-песчаное. Русло сильно захламлено поваленными деревьями, кустарником. Тип руслового процесса — свободное меандрирование. Ледоход проходит на подъёме половодья.

## Притоки
(км от устья)
- 51 км: Кальчан (Большой Кальчан) (лв)
- Кедровый (лв)
- Кацик (лв)
- 97 км: Кайндор (лв)
  - Костяничный
- 125 км: Пестыгуяр (пр)
- 132 км: Фелантьева (лв)
  - Редина

## Данные водного реестра
По данным государственного водного реестра России относится к Иртышскому бассейновому округу, водохозяйственный участок реки — Иртыш от впадения реки Тобол до города Ханты-Мансийск (выше), без реки Конда, речной подбассейн реки — бассейны притоков Иртыша от Тобола до Оби. Речной бассейн реки — Иртыш.